# Campagne du ruban blanc
La Campagne du ruban blanc (de l'anglais : White Ribbon Campaign ou WRC) est un mouvement mondial masculin à l'origine luttant contre la violence masculine à l'égard des femmes. Créé par un groupe d'hommes féministes à London (Ontario) en novembre 1991 à la suite du massacre d'étudiantes à l'École polytechnique par Marc Lépine en 1989. La campagne visait à sensibiliser le public à la prévalence de la violence masculine à l'égard des femmes, le ruban symbolisant l'idée que « les hommes déposent les armes ».  Actif dans plus de 60 pays, le mouvement cherche à promouvoir des relations saines et l’équité entre les sexes, et une vision compatissante de la masculinité.

## Histoire
Le 6 décembre 1989, lors de la tuerie de l'École polytechnique de Montréal, 14 étudiantes sont abattues par un tueur anti-féministe. En réaction, la campagne du ruban blanc est lancée et concentre son action sur la prévention de la violence sexiste à travers l'éducation et le mentorat des jeunes hommes sur des questions telles que la violence et l'égalité des sexes. Les hommes et les garçons sont encouragés à porter des rubans blancs comme symbole de leur opposition à la violence contre les femmes. Ils sont particulièrement encouragés à les porter pendant la semaine du ruban blanc qui commence le 25 novembre, journée des Nations unies pour l'élimination de la violence à l'égard des femmes.
La campagne du ruban blanc se développe ensuite dans plus de 60 pays à travers le monde, dont le Canada, l'Australie, le Pakistan, l'Italie et le Royaume-Uni. Le ruban blanc devient un symbole féministe.
En France, la symbolique du ruban blanc comme représentatif de la lutte contre les violences conjugales est reprise par de nombreux mouvements.

### Piratage
En 2014, A Voice for Men (un Mouvement pour les droits des hommes) met en place un site Web copiant celui du WRC afin de détourner le trafic et les dons destinés au mouvement. Le faux-site prétend que son homonyme est une arnaque et soutient que des universitaires corrompus complotent pour dissimuler l'épidémie de violence contre les hommes. Il avance également que les refuges pour femmes sont des foyers de haine de genre.

### Branche australienne
En 2018 pour l'Australie, la journée a été déplacée du 25 novembre au 23 novembre pour devenir une journée de campagne spécifique distincte de la journée internationale, et élargie pour englober la violence contre les enfants. Le 3 octobre 2019, la branche australienne du mouvement, est mise en liquidation après avoir enregistré une perte nette de 840 000 AU $ dans ses rapports financiers,.

## Critiques
Le WRC était censé être une campagne de pression des pairs par et pour les hommes. En 2016, il fut avéré que la majorité des fonds était absorbée par les frais administratifs, et la journée de mobilisation annuelle tenait plus du slacktivisme que de l'engagement réel,. L'organisation nia les critiques et des partisans du mouvements tels que l'ambassadeur Matt de Groot contestèrent les allégations,.